# Israël Isaac Besançon
Pour les articles homonymes, voir Besançon (homonymie).
Israël Itshak Besançon (1944, Nice-) est un peintre et rabbin français. Il dirige la communauté hassidique de Bratslav Shir Hadash de Tel Aviv. Il fut un personnage de la Yechiva d'Aix-les-Bains.

## Éléments biographiques
Israël Isaac Besançon est né en 1944 à Nice. Très jeune, il est attiré par l'art. Dans son adolescence, il commence un voyage mystique à la recherche de ses racines spirituelles qui l'amènera plusieurs années après, à la Yechiva d'Aix-les-Bains. Il découvre le monde hassidique qui devient littéralement un univers enchanté. À cette époque, il expose souvent son travail à la galerie "Denise" à Anvers. Il vit ensuite à Paris pendant 7 ans. 
Cette période parisienne donnera à son art un niveau culturel et une expérience artistique. Il illustre et publie "le Livre de Ruth". Il ouvre un studio-galerie où il expose son travail. Puis, un événement change sa vie : Le californien Jack E. Gindi visite sa galerie et découvre ses "cinq Megiloth". Cet événement ouvre ses horizons au monde judaïque, en lui donnant une nouvelle carrière, il quitte Paris et revient plus que jamais à l'environnement hassidique. 
Il se marie à New York avec la cinéaste américaine Barbara Rubin (1945, New York-1980, Lyon) et revient en France. Ils ont 4 enfants,,,,. Après le décès de sa première épouse, il se remarie. 
Il consacre sa vie au message de Nahman de Bratslav, sa principale source d'inspiration. Il écrit des livres sur l'expression des hassidims et multiplie conférences et séances d'enseignement. Il commence un voyage de douze années illustrant une Haggadah, qui sera publié en 1998 à Jérusalem par le PM Judaica. À la fin de 1995, Isaac et sa famille immigrent en Israël. Il vit actuellement dans le vieux Tel Aviv.

## Œuvres
- En chemin,  2017 (Éditeur scientifique)
- La porte du ciel,  2017
- (he) Sippurei Ma'asiyyot, 2014 (Traduction)
- L'enseignement de Rabbi Na'hman de Breslev, 2012
- Vive la vie !, 2011
- Ouman, 2010
- Renouveau, 2010
- La porte du ciel, 2010
- Le chant nouveau, 2010
- Courage !, 2010
- Bonheur & joie Bonheur & joie : dans la Thora : d'après l'enseignement de Rabbi Naʼman de Breslev , 2010[7]
- (he) Maʼamar Azamrah : hu ha-maʼamar 282 mi-Sefer Liḳuṭe Moharan, 2001
- Rabbi Naʻhman de Breslev, sa vie, son œuvre et sa pensée : paroles, études, pensées, contes, paraboles et anecdotes, 1986
- (he) Uman la-meṭayel : kol mah she-tserikhim la-daʻat le-gabe Uman, kolel 176 kotarot she-mekhilot maʼamarim, sheʼelot u-teshuvot, sipurim, berurim, ṭipim, heʻarot, tidrukh, orot ṿe-kelim, 2011
- (en) Tovanot : le-hitpatḥut u-tsemiḥah ishit ʻal-pi mishnato shel Rabi Naḥman mi-Breslav, 2006
- (en) Ḳliḳ, 2012
- Contes & merveilles de Rabbi Naʼman de Breslev, 2014
- (he) Hitbodedut : perishah zemanit min ha-sevivah u-min ha-giruyim, be-maṭarah le-khonen hitḳashrut el H. be-emtsaʻut śiḥah, shirah u-mediṭatsyah ... ʻal-pi mishnat Rabi Naḥman mi-Braslav, 2001
- (he) Mesilat ha-ḳesharim : nativ le-limud ʻiyuni be-Sefer Liḳuṭe Moharan, 2006[8]